# パーディド (曲)
「Perdido」は、1941年12月3日にデューク・エリントンによって録音されたことで知られる楽曲で、フアン・ティゾールによって作曲されたジャズ・スタンダード。しかし、オリジナルの録音と見なされるのは、1942年1月21日、ティゾールがメンバーであったエリントン・オーケストラによるビクター・レーベルでの曲の録音。1944年、アーヴィン・ドレイクとハンス・レングスフェルダーがこの曲の歌詞を書くために雇われた。

## 背景
「Perdido」とはスペイン語で、「失われた」ことを意味するが、「ずさんな」または「下品」でもある。この曲は、ニューオーリンズのパーディド・ストリートのことを指している。

## エラ・フィッツジェラルドのレコーディング
「パーディド」は通常、エリントン・バンドと一緒に歌われることはなかったが、1957年のアルバム『エラフィッツジェラルド シングズ・ザ・デューク・エリントン・ソングブック』を歌うエラ・フィッツジェラルドは例外であった。

## その他の録音
他の多くの人がこの曲を録音した。
- サラ・ヴォーン
- ダイナ・ワシントン
- アート・テイタム
- クインシー・ジョーンズ
- チャーリー・パーカー・クインテット
- デイヴ・ブルーベック
- チャールズ・ミンガス
- ランディ・ウェストン
- エロル・ガーナー
- ビル・ドゲット
- ハリー・ジェイムス
- イーノック・ライト・アンド・ライト・ブリゲード[4]